# Théodore Tiron
Pour les articles homonymes, voir Saint Théodore.
Théodore Tiron († 17 février 306), en grec Ἅγιος Θεὀδωρος ou, tardivement, Θεὀδωρος Τήρων, est un mégalomartyr, appelé aussi et plus justement Théodore le Conscrit ou Théodore d'Amasée.

## Biographie
Théodore est un soldat romain chrétien qui fut martyrisé à Euchaïta dans le Pont, aujourd'hui village d'Avka (Avgat)/Beyözü près de Mecitözü dans la province de Çorum, en Turquie. Il était originaire d'Amasée. Enrôlé dans une armée qui stationnait dans sa ville, il refusa de sacrifier aux dieux et mit le feu à un temple de la « Mère des Dieux » (Cybèle) ; arrêté à la suite de cet acte, il fut jeté en prison, où il fut consolé par des visions célestes. Il fut finalement brûlé vif (et non décapité). 
Théodore le Conscrit est fêté le 17 février en Orient et le 9 novembre en Occident. La date du 9 novembre semble être le jour de la dédicace de l’église qui lui est consacrée à Rome au pied du mont Palatin.
Le miracle théodorien des colyves (grains de blé bouillis), dont le récit a été attribué d'une manière apocryphe à Nectaire de Constantinople, est commémoré par les chrétiens orthodoxes le premier samedi du Grand Carême.

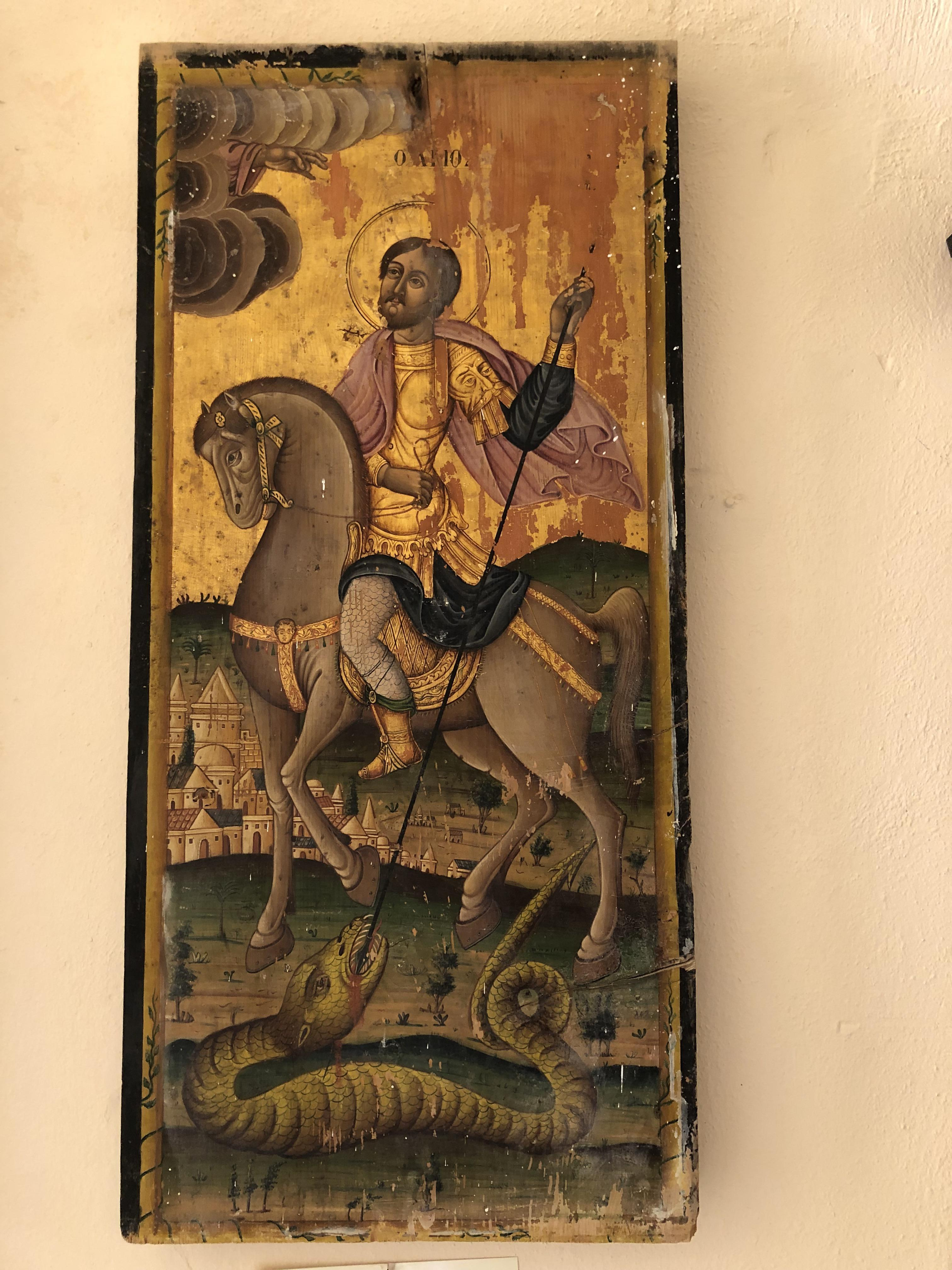
Théodore et le dragon.

Nonobstant une grande prolifération légendaire et thaumatologique tardive, le dossier hagiographique de Théodore le Conscrit est, pour partie, d'assez bon aloi, grâce à deux pièces maîtresses : un panégyrique (BHG 1760) très probablement dû à Grégoire de Nysse et un enkomion suivi de XII Miracles (BHG 1765c) ayant pour auteur le prêtre Chrysippe de Jérusalem († 479), auxquels s'ajoutent une série de Passions dont la plus ancienne (BHG 1761-1762d), où apparaît déjà l'épisode fabuleux du dragon tué par le saint (§ 1, éd. H. Delehaye, 1909, p. 127, 11-20), pourrait n'être pas postérieure au VIe siècle. 
Une partie des reliques de Théodore le Conscrit se trouve dans la chapelle absidiale de droite de l'église San Salvador à Venise.
Parmi les épisodes de sa vie que l'hagiographie rapporte, il est dit qu'un redoutable dragon terrorisait la population qui vivait à proximité du cantonnement de Théodore. Le saint partit à la recherche du monstre, le trouva et le tua d'un coup de lance sur sa tête. Il comprit cette victoire comme le signe que Dieu le jugeait prêt à affronter le martyre.

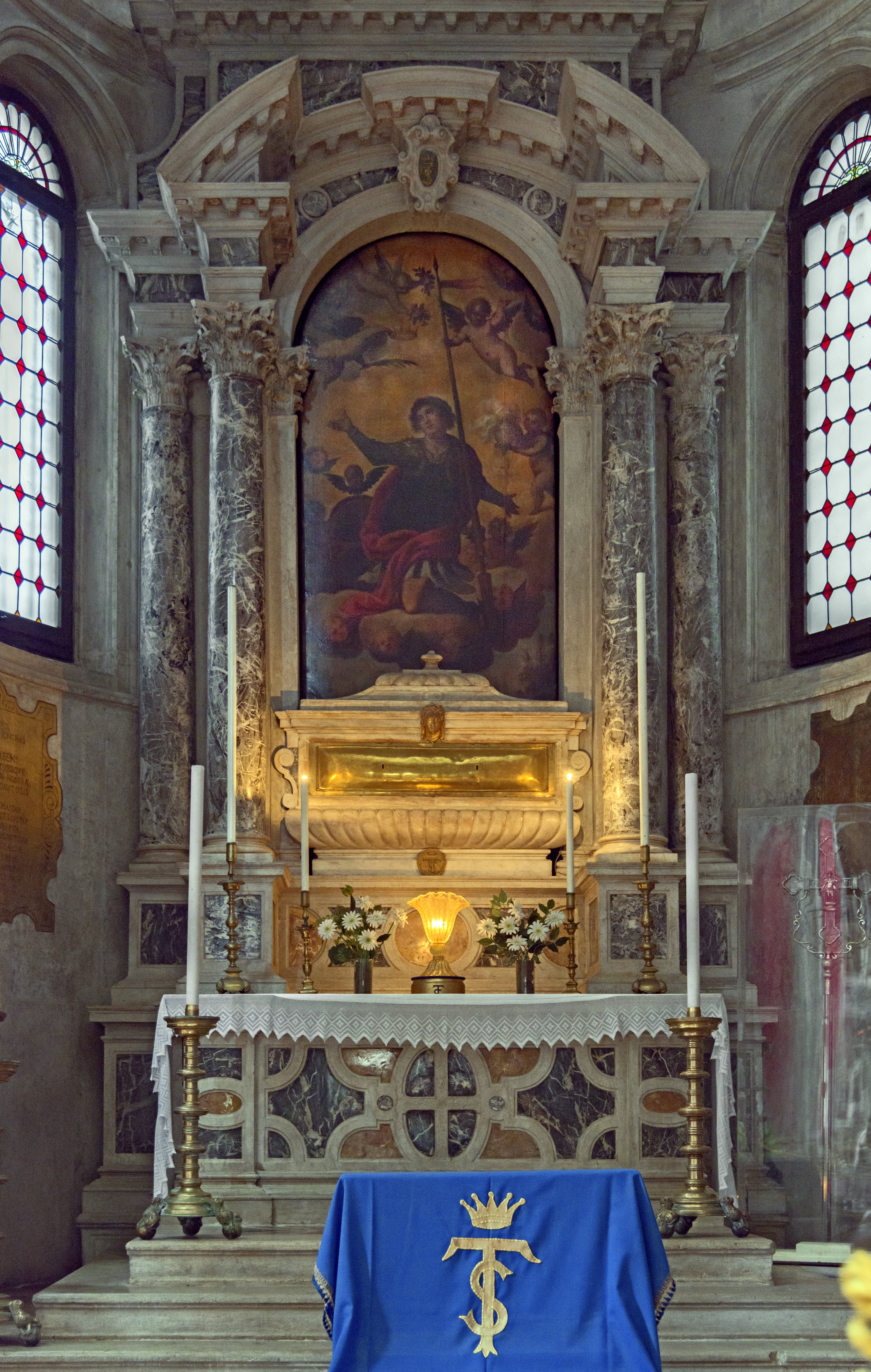
Sa tombe
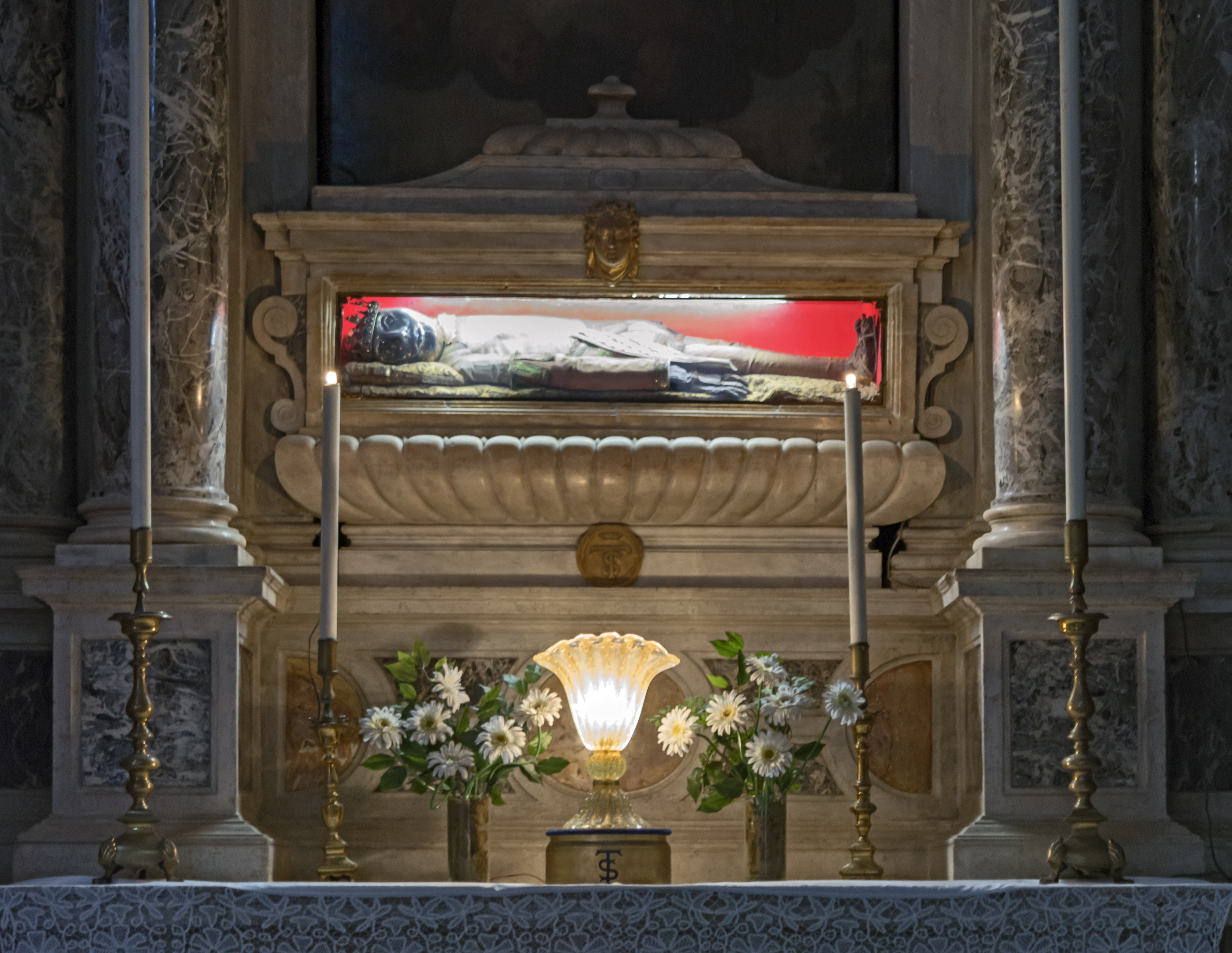
Saint Théodore